# Jason Cooper
Jason Toop Cooper (* 31. ledna 1967, Londýn) je profesionální bubeník, člen populární anglické rockové skupiny The Cure. Je ženatý s Allison Cooper (sňatek v roce 2004). V roce 1993 založil kapelu Welt, až v roce 1995 se stal členem skupiny The Cure, kde působí dodnes.

## Kariéra
Jason pochází z anglického Londýna, kde také začal svou hudební kariéru. Naučil se zde hrát na bicí nástroje a to na škole Drumtech. Jako bubeník se poprvé proslavil v kapele My Life Story. Poté, co v roce 1993 založil kapelu Welt, si podal inzerát v novinách. Na inzerát v roce 1995 odpovídá kapela The Cure, kde Jason působí dodnes. Mimo The Cure se Jason dnes také věnuje nahráváním hudby pro filmy.

## Nejslavnější alba
- Bloodflowers – The Cure (2000)
- Greatest Hits – The Cure (2001)
- The Cure – The Cure (2004)
- 4:13 Dream – The Cure (2008)